# Hermipa (mjesec)
Hermipa (također Jupiter XXX) je prirodni satelit planeta Jupiter, iz grupe Ananke. Retrogradni nepravilni satelit s oko 4 kilometra u promjeru i orbitalnim periodom od 629.809 dana.